# ابن عرس إندونيسي
ابن عرس إندونيسي (الاسم العلمي: Mustela lutreolina) (بالإنجليزية: Indonesian Mountain Weasel)‏ هو نوع من الحيوانات يتبع جنس ابن عرس من فصيلة العرسيات.